# Dorfkirche Bergholz-Rehbrücke

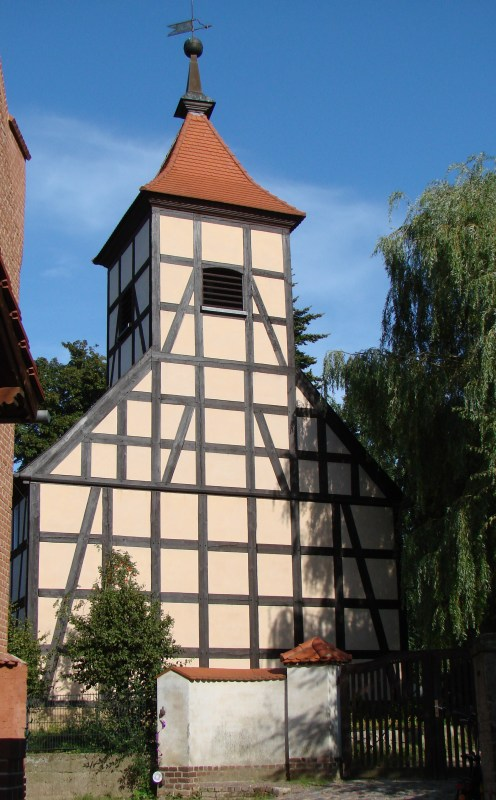
Dorfkirche Bergholz-Rehbrücke

Die evangelische Dorfkirche Bergholz-Rehbrücke ist eine Fachwerkkirche in Bergholz-Rehbrücke, einem Ortsteil der Gemeinde Nuthetal im Landkreis Potsdam-Mittelmark im Land Brandenburg. Die Kirchengemeinde gehört zum Kirchenkreis Potsdam der Evangelischen Kirche Berlin-Brandenburg-schlesische Oberlausitz.

## Lage
Die Schlüterstraße führt von Südwesten kommend in den Ort hinein. Dort verläuft sie als Andersenweg in südöstlicher Richtung. Die Kirche steht südlich dieses Abzweigs auf einem Grundstück, das mit einer Mauer eingefriedet ist.

## Geschichte
Über den Bauzeitraum existieren unterschiedliche Angaben. Während das Brandenburgische Landesamt für Denkmalpflege und Archäologische Landesmuseum (BLDAM) sowie das Dehio-Handbuch den Zeitraum von 1716 bis 1718 angeben, ist auf der Webseite der Kirchengemeinde der Zeitraum bis 1720 genannt. Es wurde in den Jahren 1924/1925 sowie in den Jahren 1992 bis 1995 restauriert.

## Baubeschreibung

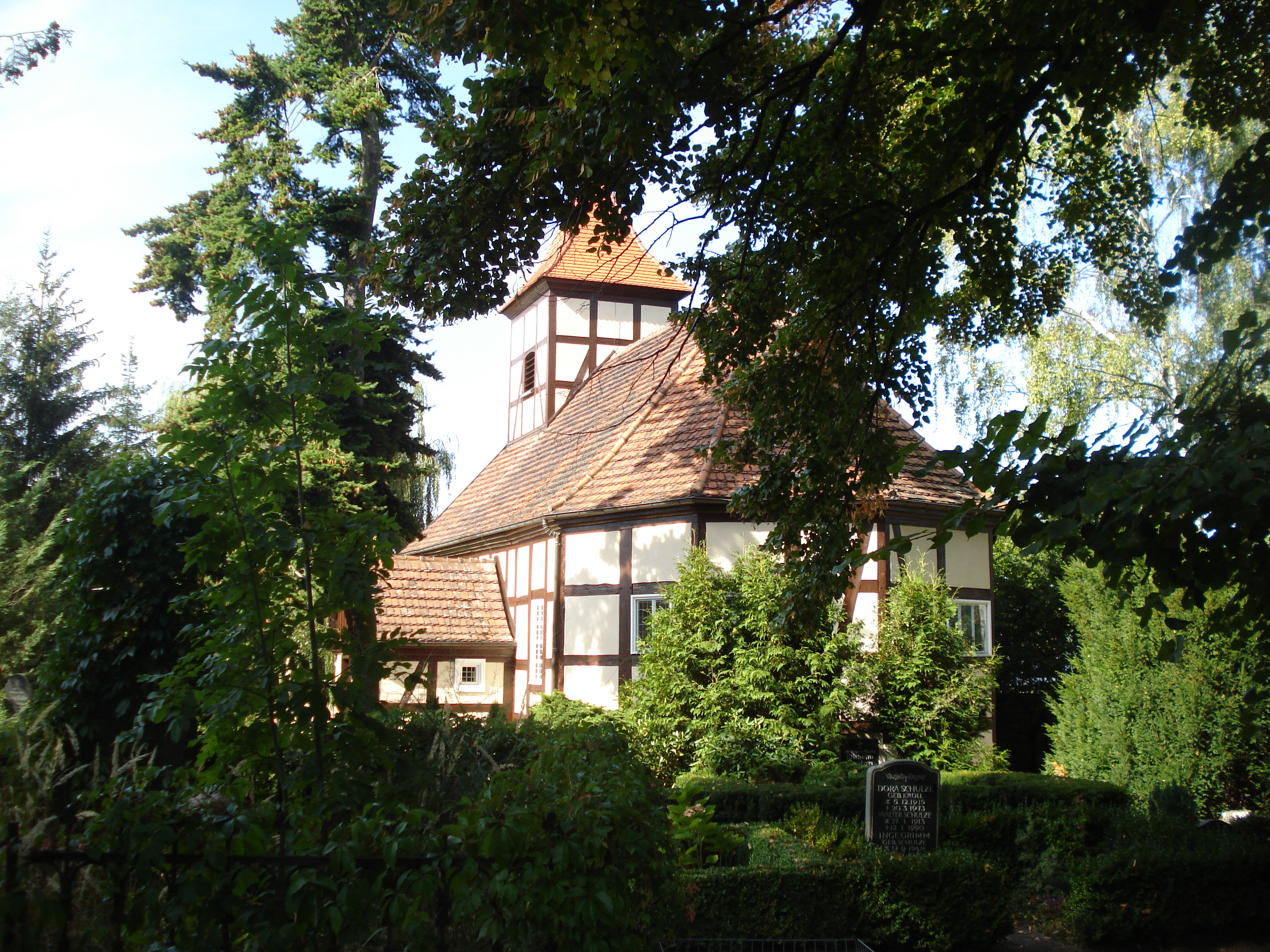
Ansicht von Südosten

Handwerker errichteten einen Bau aus Fachwerk, dessen Gefach zwischen den schwarz gemalerten Holzbalken aus Lehm und Stroh errichtet wurde. Der Chor ist dabei nicht eingezogen und hat einen Fünfachtelschluss. In jedem Feld ist ein schlichtes, rechteckiges Fenster.
Das Kirchenschiff hat einen rechteckigen Grundriss. An der Nordseite sind drei hochrechteckige Fenster. An der Südseite sind zwei derartige Fenster verbaut; mittig ist ein Vorbau mit einem rechteckigen Grundriss sowie einer Sonnenuhr, die auf das Jahr 1805 datiert ist.
Daran schließt sich der Westturm an. Die westliche Front ist dabei fensterlos. Darüber erhebt sich ein quadratischer Turmhelm mit je einer Klangarkade an den vier Seiten. Oberhalb ist ein Pyramidendach mit Turmkugel und Wetterfahne.

## Ausstattung
Die Kirchenausstattung wurde im Jahr 1924 und 1925 neugestaltet. In die Neufassung wurde auch der Kanzelaltar aus dem Jahr 1719 einbezogen, der von D. Zeidler in Werder (Havel) erbaut wurde. Er stand zuvor in der Kirche in Saarmund. Unterhalb des polygonalen Kanzelkorbs ist das Abendmahl Jesu zu sehen. Seitlich brachten Handwerker gewundene Säulen und Schnitzwangen an.
Zur weiteren Ausstattung gehört ein Ölgemälde aus dem 18. Jahrhundert, das Johannes den Täufer zeigt. Ein hölzernes Kruzifix stammt aus der zweiten Hälfte des 15. Jahrhunderts. Die Westempore, das Gestühl sowie die Fenster wurden 1924/1925 ersetzt.
Auf dem Friedhof ist eine Grabstele von Käthe Kollwitz für den 1940 verstorbenen Kurt Breysig.